# Liepara dahmsi
Liepara dahmsi är en stekelart som beskrevs av Boucek 1988. Liepara dahmsi ingår i släktet Liepara och familjen puppglanssteklar. Inga underarter finns listade i Catalogue of Life.